# Nacionalna manjina
Nacionalna manjina je dio određenog naroda i/ili nacije koji ne živi u svojoj nacionalnoj državi, već kao manjina u nekoj drugoj državi, zajedno s drugim narodima. Pojmovi nacionalna manjina i etnička manjina bliski su i često se značajnim dijelom preklapaju ili koriste naizmjenično. Kako u dominantnoj literaturi iz anglofonskog svijeta dominira pojam etnička manjina dok su pojmovi nacionalnost i državljanstvo blisko povezani, dio komentatora termin nacionalna manjina smatra misnomerom (pogrešnim nazivom) i preferira termin etnička ili narodna manjina. Naziv nacionalna manjina se unatoč tome udomaćio u srednjoj i jugoistočnoj Europi nakon Pariške mirovne konferencije 1919. godine, a poseban je u tome što nasuprot etničkim manjinama, uz prava i obveze unutar same države u kojoj manjina živi implicira i vezu s nacionalnom državom manjinske skupine (npr. vezu Mađara u Slovačkoj s Mađarskom i drugim Mađarima). Još 1998. godine članice Vijeća Europe koje u svom pravnom sustavu koriste kategoriju nacionalna manjina bile su Danska, Njemačka, Poljska, Estonija, Latvija, Litva, Češka, Slovačka, Rumunjska, Mađarska, Slovenija, Moldavija, Sjeverna Makedonija, Albanija, Ukrajina, Rusija i Hrvatska a do danas i zemlje zapadnog Balkana.
Položaj nacionalnih manjina određen je danas međunarodnim pravom, ali uvijek uz veliki utjecaj društvenih prilika i političkih karakteristika države u kojoj nacionalne manjine žive. Međunarodno pravo na globalnoj razini ponajviše uređuju dokumenti Ujedinjenih naroda koji najčešće prava nacionalnih manjina svode na garancije ljudskih i individualnih kulturnih prava pojedincima pripadnicima manjinskih skupina. Na regionalnoj razini razvili su se regionalni sustavi manjinske zaštite koji uz individualne prepoznaju i štite i kolektivna prava manjinskih skupina. Ti su mehanizmi posebice razvijeni u Europi. Danas je uobičajeno da se položaj i prava nacionalnih manjina reguliraju na najvišoj razini ustavnim odredbama, uz preciziranje zakonima. U Hrvatskoj su tako manjinska prava zaštićena i ustavom i posebnim ustavnim zakonom o pravima nacionalnih manjina koji izričito prepoznaje pravo manjinama na razvoj kulturnih veza s matičnom zemljom.
U pogledu koncepta pravnog prepoznavanja nacionalnih manjina, razlikuju se građanske i nacionalne države. U građanskim državama ne vrši se podjela na etničke zajednice u okviru države, već se svi građani formalno smatraju jednom nacijom i kao takvima im se garantiraju prava. Često se smatra da je rješenje političkog, pravnog, kulturnog i društvenog položaja manjina u nekom društvu mjerilo demokratizacije i modernizacije tog društva.

## Izbjegavanje korištenja pojma manjina

### Nacionalne manjine u socijalizmu
U SFRJ je izraz nacionalna manjina smatran politički nekorektnim i omalovažavajućim te se umjesto toga koristio izraz narodnost. Tako su umjesto para pojmova narod/nacionalna manjina upotrebljavani narod/narodnost. U ovakvoj nomenklaturi nije postojao prostor za pojam etnička skupina u smislu etničke zajednice koja nema svoju matičnu državu, iako su neki, na primjer Rusini priznavani kao narodnost.
Ostale socijalističke zemlje nisu imale jedinstven odnos prema ovom pitanju usprkos ideološkom postulatu socijalizma da je narod kapitalistički izum te da se smatra nepotrebnim i štetnim nasljeđem iz prošlih vremena. Na primjer, u Rumunjskoj je korišten zajednički naziv manjinci za pripadnike nacionalnih manjina i zbog naslijeđenih povijesnih problema s Mađarskom svi manjinci tretirani su nezadovoljavajuće, prema današnjim standardima. Druge su socijalističke zemlje kroz svoju povijest ili njezin dio podržavale procese nacionalne emancipacije manjih etničkih skupina.

### Dominantne manjine
Kako status manjine implicira set prava koja proizlaze iz međunarodnih ugovora, dominantnim manjinama često se ne priznaje manjinski status. Iz toga proizlazi kako je položaj manjina povezan s nedominantnim položajem, a manjinska prava s politikama za postizanje ravnopravnosti u društvu. Tako se na bjelačke zajednice u Južnoj Africi u razdoblju apartheida nisu odnosile međunarodne odredbe o zaštiti manjinskih prava, dok se brojnija crnačka zajednica na njih mogla pozvati. Dana 27. prosinca 1949. godine usvojen je memorandum Definicija i svrstavanje manjina koji u članu 61 eksplicitno navodi: „Normalno pojam manjina uključuje određeni pojam broja, uglavnom označava broj pojedinaca koji je manji od broja ostalog dijela stanovništva. Ima, međutim, slučajeva gdje je brojčana većina stanovništva, bila ona ujednačena ili sastavljena od grupa koje se međusobno razlikuju u situaciji manjine, jer u državi prevladava brojčano manja grupa koja nameće svoj vlastiti jezik, kulturu itd”.